# Grizenje nohtov
Grizenje nohtov, s tujko onihofagija, je nevrotski simptom, ki se pri obolelem kaže v obliki oralne kompulzivne navade grizenja lastnih nohtov.
Onihofagija je zelo pogosta, še posebej med otroki. Ocenjujejo, da si 25–30 % otrok grize nohte. Bolj patološke oblike grizenja nohtov se v DSM-IV-R uvršča med tako imenovane motnje kontrole impulzov, medtem ko v peti izdaji DSM, DSM-5, spadajo v kategorijo obsesivno-kompulzivnih in sorodnih motenj. ICD-10 onihofagijo klasificira med »vedenjske in čustvene motnje z začetkom v otroštvu in mladostništvu«. Ni vsaka oblika grizenja nohtov patološka in pogosto je razlikovanje med škodljivo obsesijo ter normalnim vedenjem zabrisano. Grizenje nohtov kot simptom tesnobe se omenja že v poznem 16. stoletju v Franciji.

## Znaki in simptomi
Grizenje nohtov na njih pogosto učinkuje negativno, denimo povzroča okužbe. Tovrstni učinki so bodisi neposredna posledica fizične škode grizenja bodisi se pojavijo, ker so roke postale vektor okužbe. Posledice lahko imajo tudi družbeni vpliv, denimo družbeno zavračanje in izogibanje stiskom roke.
Deset nohtov na rokah si oboleli navadno bolj ali manj enakomerno pogrize. Velikokrat je tarča grizenja tudi blizu nohtov ležeča koža, čemur pravimo perionihofagija, ki je posebni primer dermatofagije. Grizenje nohtov lahko vodi do pretrgane kože nohtne kutikule. Nepravilna odstranitev kutikule poveča dovzetnost za mikrobne in virusne okužbe, kot je na primer zanohtnica (paronihija). Slina lahko pordeči in okuži kožo. V redkih primerih se lahko nohti po letih neprekinjenega grizenja zaradi uničenja nohtne posteljice resno deformirajo.
Grizenje nohtov je lahko povezano z oralnimi (ustnimi) problemi, kot so poškodbe dlesni in malokluzija (nenormalna okluzija) anteriornih zob (sekalcev in podočnikov). Gliste podančice in bakterije, nakopičene pod nohtno površino, lahko posameznik z grizenjem nohtov prenese iz regije zadnjika (anusa) v usta. Požiranje nohtnih ogrizkov občasno vodi v želodčne težave.
Grizenje nohtov lahko pri osebi vzbuja občutja sramu in krivde, zmanjšuje kvaliteto življenja in povečuje stigmatizacijo v različnih družbenih krogih.

### Sorodne motnje
Podobna ponavljajoča vedenja, ki vključujejo človeško telo, so dermatilomanija (trganje, praskanje kože), dermatofagija (grizenje kože) in trihotilomanija (tendenca po puljenju las). Omenjena se pogosto pojavljajo hkrati z onihofagijo. Kot oralno parafunkcionalno aktivnost se grizenje nohtov povezuje z bruksizmom (stiskanjem zob in škrtanjem z njimi) in drugimi navadami, kot so žvečenje pisal in grizenje notranje površine lic.
Pri otrocih se grizenje nohtov najpogosteje pojavlja skupaj z motnjo aktivnosti in pozornosti ali ADHD (75 % primerov grizenja nohtov v študiji) in drugimi duševnimi motnjami, vključujoč opozicionalno kljubovalno motnjo (36 %) in separacijsko anksiozno motnjo (21 %). Onihofagija je pogostejša med otroki in mladostniki z obsesivno–kompulzivno motnjo. V eni izmed študij je bilo grizenje nohtov bolj razširjeno med moškimi z motnjami hranjenja kot tistimi brez.

## Zdravljenje
Najbolj pogosto zdravljenje, ki je tudi poceni in zlahka dosegljivo, je aplikacija prozornega in grenkega laka na posameznikove nohte. Praviloma se uporablja denatonijev benzoat, ki velja za najbolj grenko poznano kemično spojino. Grenak okus zavira grizenje nohtov.
Kadar enostavnejše tehnike ne učinkujejo, je koristna tudi vedenjska terapija. Učenje nadomestnega odziva (HRT, iz habit reversal training), ki poskuša bolnika odučiti navade grizenja nohtov in jo po možnosti nadomestiti z bolj konstruktivnim vedenjem, naj bi bilo učinkovitejše kot placebo tako pri otrocih kot tudi odraslih. Poleg HRT se velikokrat uporablja terapijo z nadzorom dražljajev, ki pomaga pri identifikaciji in sledeči eliminaciji dražljaja (stimulusa), ki pogosto proži nujo po grizenju. Pomagale naj bi tudi razne tehnike za samopomoč, na primer decoupling in uporaba zapestnic kot neodstranljivih opomnikov ipd.
Nekaterim kroničnim onihofagom se z namestitvijo posebne zobne (odvračilne) naprave preprečuje, da bi prednji zobje poškodovali nohte ali obkrožajočo nohtno kutikulo. Po približno dveh mesecih naj bi naprava popolnoma zavrla nujo po grizenju nohtov.
Dokazi o učinkovitosti zdravil so zelo omejeni, farmakološke metode pa se pri zdravljenju grizenja nohtov le poredko uporablja. Manjši dvojno slepi in randomizirani klinični preizkus otrok in mladostnikov kaže, da naj bi bili N-acetilcistein, glutation in modulator glutamata kratkoročno učinkovitejši kot placebo.
Nohtna kozmetika (na primer umetni nohti) lahko omili vpliv grizenja nohtov na odnose v družbi.
Ne glede na izbrano metodo se v primeru mlajših bolnikov priporoča izobraževanje staršev, s čimer se maksimira učinkovitost terapijskih programov. Določena vedenje staršev ali drugih družinskih članov lahko  namreč ohranjajo problem grizenja nohtov. Primer so kazni, za katere je bilo pokazano, da niso nič boljše od placeba in v nekaterih primerih celo zvečajo frekvenco grizenja nohtov.

## Epidemiologija
Onihofagija se le redko pojavlja pred dopolnjenimi tremi leti, značilna je za 30 % otrok, starih med 7 in 10 let, in kar 45 % najstnikov. Prevalenca se zmanjša pri odraslih. Porazdelitev se lahko nekoliko razlikuje med različnimi študijami in je občasno povezana z geografskimi ter kulturnimi specifikami. Predvidoma je delež subjektov, ki so kadarkoli v življenju določen čas grizli svoje nohte (življenjska prevalenca), precej večji od odstotka trenutnih onihofagov. Čeprav izgleda, da ni spolne korelacije, rezultati epidemioloških študij niso popolnoma enoznačni. Pojavljanje onihofagije je lahko podcenjeno, ker posamezniki pogosto zanikajo svoja dejanja in se ne zavedajo morebitnih negativnih posledic, ki potencialno vodijo v kompleksnejšo diagnozo. Dejavnik tveganja naj bi bil starš z duševno motnjo.